# Ewa Wender-Ożegowska
Ewa Kamila Wender-Ożegowska (ur. 10 stycznia 1959 w Poznaniu) – polska diabetolożka i ginekolożka, profesor nauk medycznych, prorektor Uniwersytetu Medycznego w Poznaniu (od 2019), w młodości także pływaczka.

## Wykształcenie i kariera naukowa
Jest absolwentką I Liceum Ogólnokształcącego im. Karola Marcinkowskiego w Poznaniu. W latach 1977–1983 studiowała na Wydziale Lekarskim Akademii Medycznej w Poznaniu. W 1986 ukończyła specjalizację I stopnia, a trzy lata później II stopnia z zakresu położnictwa i ginekologii. W 1992 uzyskała stopień doktora nauk medycznych na podstawie rozprawy pt. „Przydatność badania fosfolipidów płynu owodniowego oraz ultrasonograficznego obrazowania punktów kostnienia do oceny dojrzałości płodu” (promotor – Romuald Biczysko). W 2001 na macierzystym wydziale habilitowała się na podstawie monografii „Czynniki wpływające na rozwój płodu w przebiegu ciąży powikłanej cukrzycą”. W 2007 otrzymała tytuł naukowy profesora. W 2015 uzyskała specjalizację z perinatologii. Odbyła staże naukowe w Berlinie (1987) i Hamburgu (2004).
Od 1983 związana zawodowo z Ginekologiczno-Położniczym Szpitalem Klinicznym UM w Poznaniu. Jednocześnie wykłada w Katedrze Ginekologii, Położnictwa i Onkologii Ginekologicznej UM w Poznaniu. Pełniła bądź pełni szereg funkcji, m.in.: kierownik Kliniki Rozrodczości UMP, prodziekan (od 2008) oraz dziekan (od 2016) Wydziału Lekarskiego, prorektor ds. organizacyjnych i współpracy międzynarodowej (2019–2020) oraz prorektor ds. szkoły doktorskiej i kształcenia podyplomowego w kadencji 2020–2024.
Wchodziła w skład zarządu Polskiego Towarzystwa Diabetologicznego, zaangażowana także w Stowarzyszeniu na rzecz Postępu w Medycynie Rozrodu.
W 2022 wraz z politykami Koalicji Obywatelskiej została członkiem Komitetu Inicjatywy Ustawodawczej "Tak dla In Vitro", której za zadaniem jest przywrócenie refundacji In vitro przez państwo.
Wypromowała sześcioro doktorów, w tym Agnieszkę Zawiejską.

## Kariera sportowa
W młodości trenowała wyczynowo pływanie w barwach Lecha Poznań, karierę zakończyła w 1977, w związku z rozpoczęciem studiów. Była wielokrotną medalistką mistrzostw Polski seniorek:
- basen 50-metrowy:
  - 100 metrów stylem grzbietowym: 1 m. (1974, 1976), 2 m. (1975)
  - 200 metrów stylem grzbietowym: 1 m. (1974, 1976), 2 m. (1973, 1975)
- basen 25-metrowy:
  - 100 metrów stylem grzbietowym: 2 m. (1975), 3 m. (1974, 1976)
  - 200 metrów stylem grzbietowym: 1 m. (1974), 2 m. (1973, 1975, 1976)

Była też rekordzistką Polski w kategorii dzieci, młodzików i juniorek w wyścigu na 200 metrów stylem grzbietowym.

## Ordery
- Krzyż Kawalerski Orderu Odrodzenia Polski za wybitne zasługi w działalności na rzecz ochrony zdrowia, za osiągnięcia w dziedzinie nauk medycznych (2020)[10]

## Rodzina
Pochodzi z rodziny lekarskiej, ojciec, Mieczysław Wender był neurologiem, matka – farmaceutką. Mąż Stefan Ożegowski jest doktorem kardiologii, córka Agata (ur. 1984) pracuje jako inżynier, zaś Katarzyna (ur. 1986) jako doktor ginekologii.